# Orvault
Orvault je francouzská obec v departementu Loire-Atlantique v regionu Pays de la Loire.
Město má rozlohu 27,7 km². Dle údajů z roku 2012 má 24 761 obyvatel.

## Historie
V roce 1793 žilo v Orvaultu 1816 obyvatel. Během 19. století počet jeho obyvatel mírně rostl, roku 1886 jich bylo 2010. V této době se zde lidé živili pěstováním lnu a pohanky. Během druhé světové války bylo město obsazeno německou armádou a po bombardování Nantes v září 1943 zde v obtížných podmínkách přebývalo zhruba 5000 uprchlíků. K velkému populačnímu růstu došlo v Orvaultu v 60. a 70. letech 20. století a to v návaznosti na růst počtu obyvatel v nedalekém Nantes.

## Osobnosti
- Jean-Victor Tharreau – generál z období revolučních a napoleonských válek
- Claude-Antoine Peccot – matematik a pianista[4]

## Partnerská města
- Tredegar
- Heusweiler[4]

## Galerie

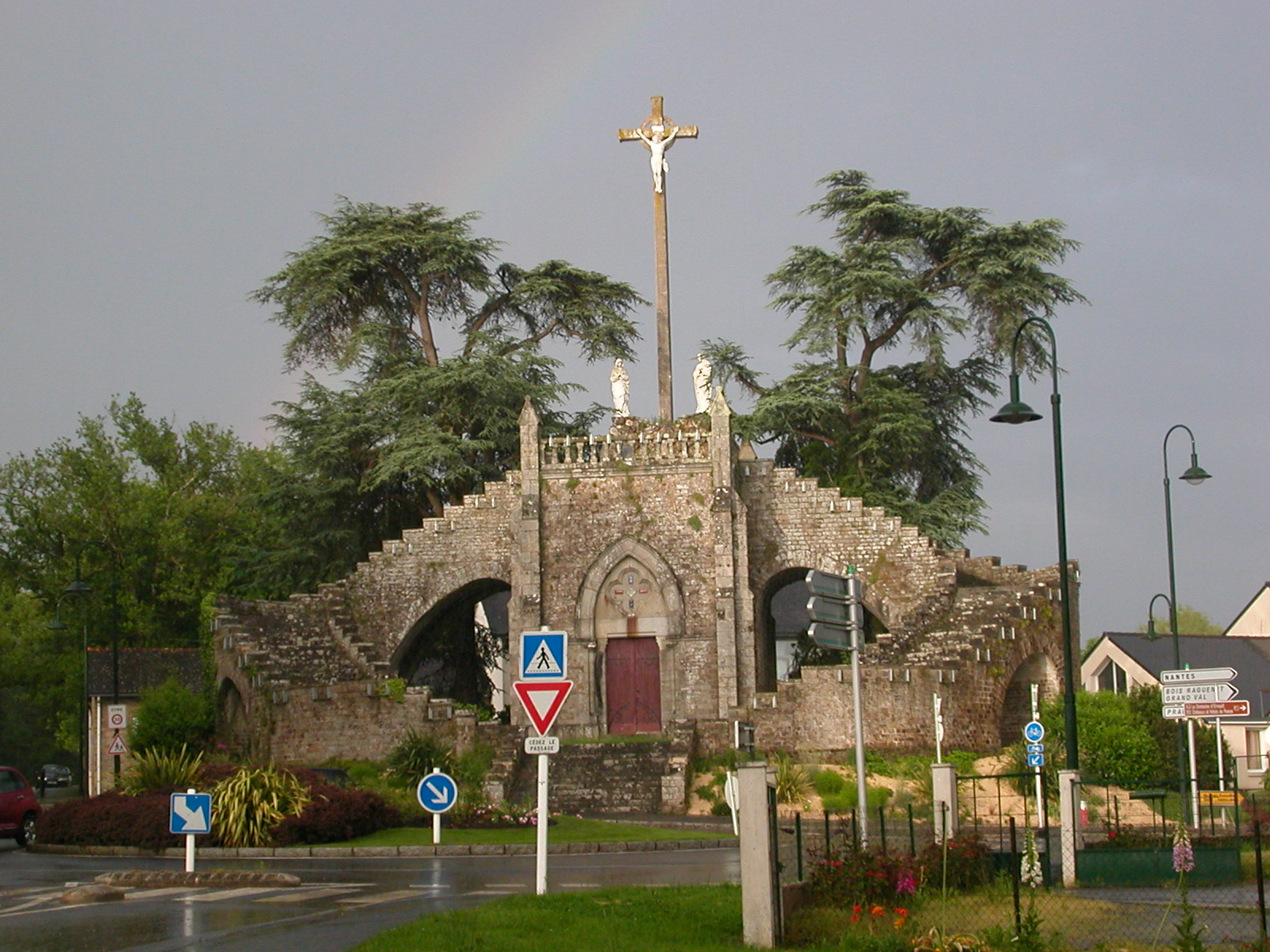
Kalvárie
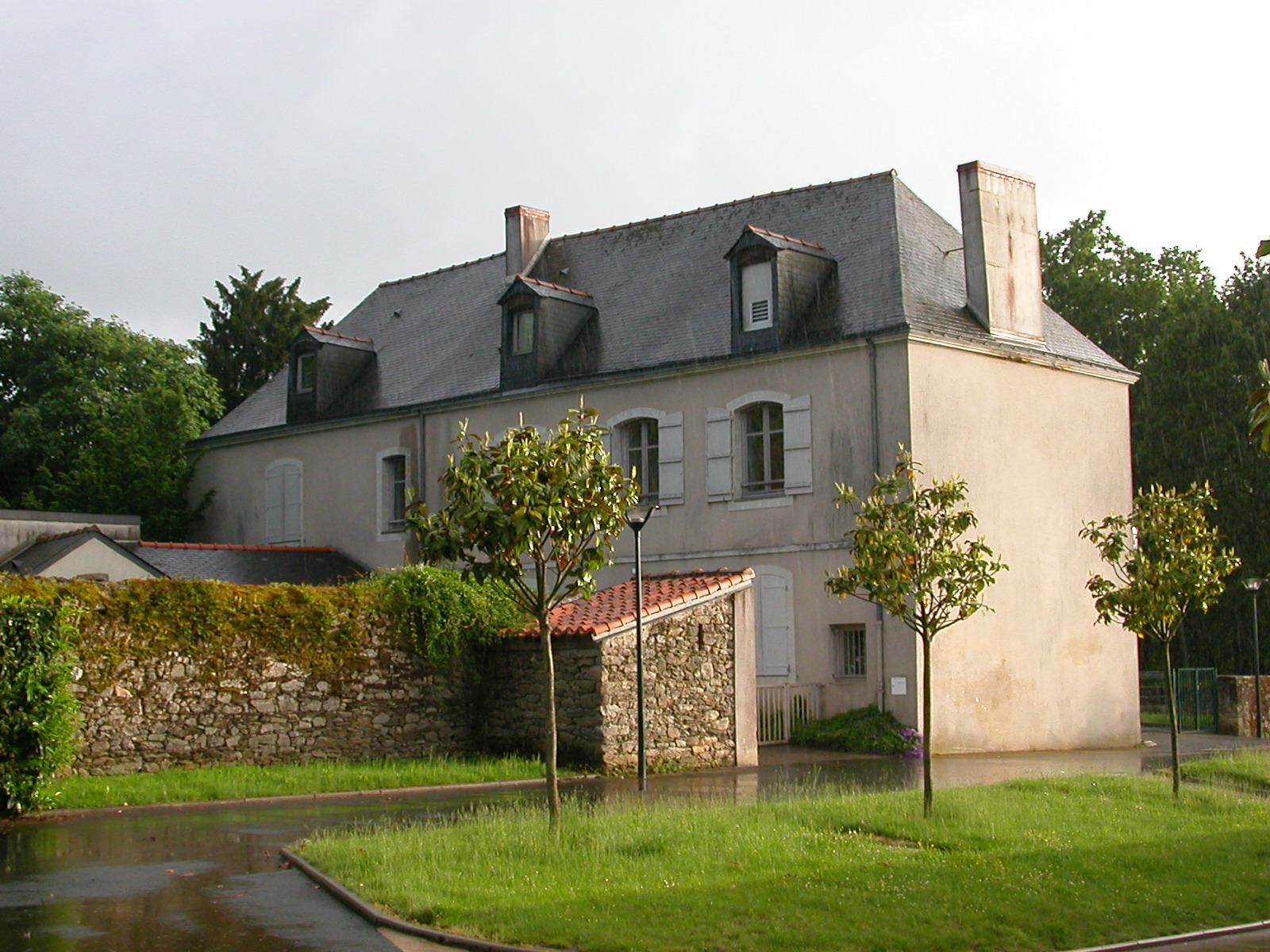
Ferme Poisson – dříve statek
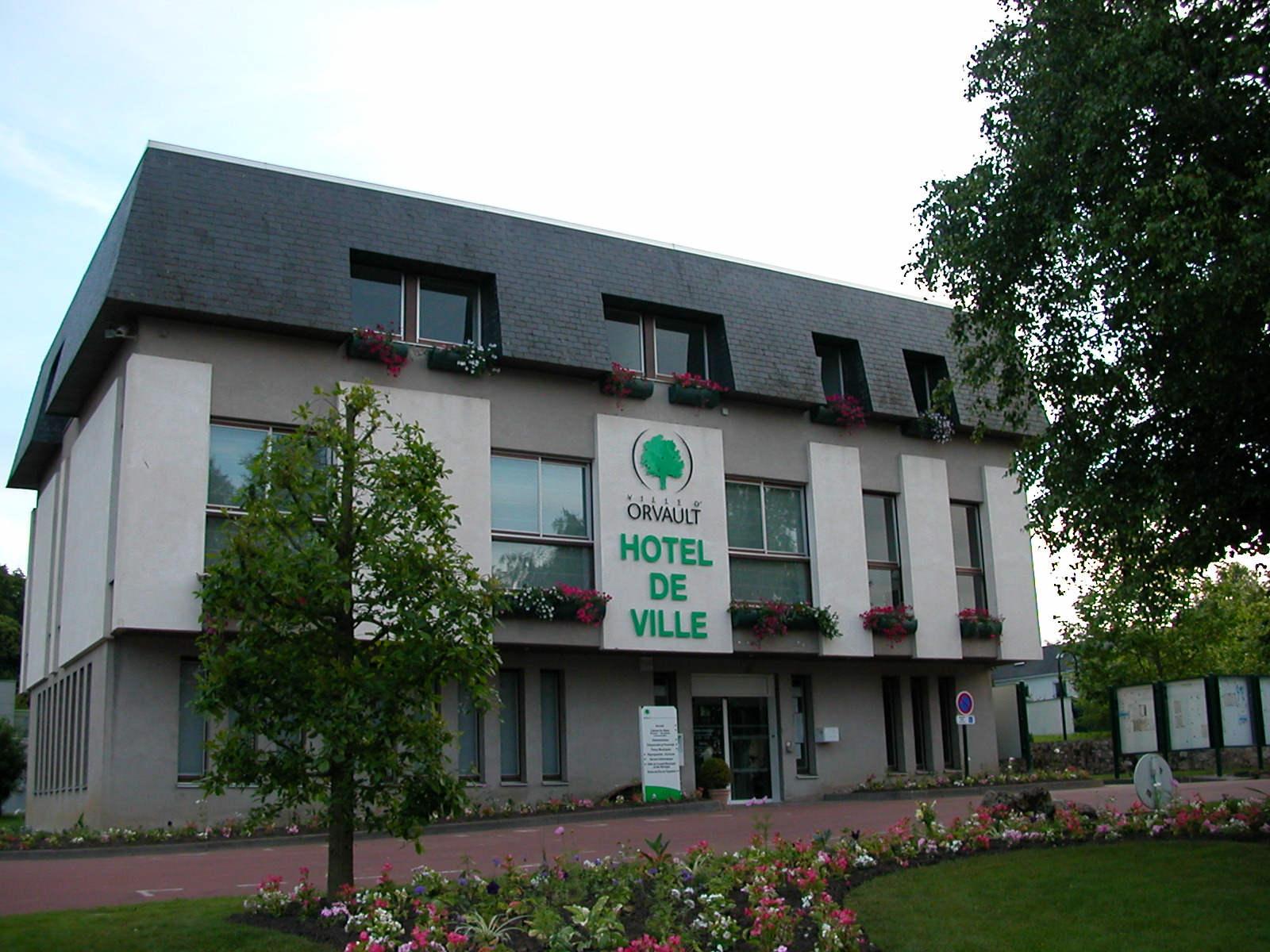
Radnice
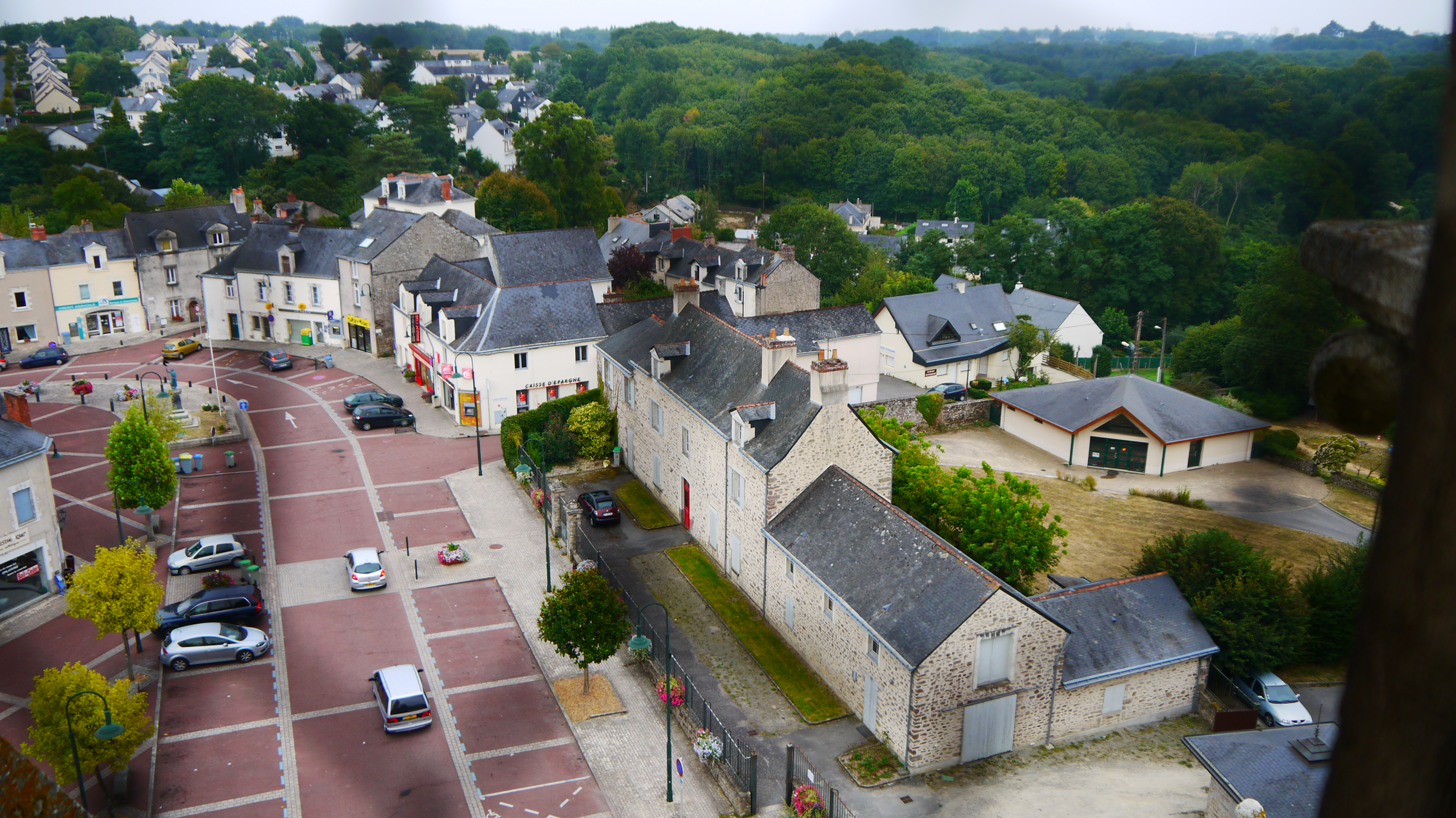
Část města s budovou fary